# IMAX
IMAX（アイマックス）は、IMAXコーポレーションが手掛ける高解像度のカメラ、フィルムフォーマット、フィルムプロジェクター、アスペクト比の高い横長の大画面（約1.43:1または1.90:1）と急勾配のスタジアム席で知られるシアターからなる独自のシステムである。
IMAXフォーマットで撮影され上映される作品もあるが、通常の映画作品をアップコンバートし、上映することもある。この方式をIMAX DMRと呼ぶが、画面サイズの縦横比は従来通りの場合もある。

## 歴史

### マルチスクリーンコーポレーション

35mmと15/70mmのネガフィルムで比較。

IMAXシステムはカナダ人のグレーム・ファーガソン、ローマン・クロイター、ロバート・カー、ウィリアム・ショーによって開発された。
1967年、モントリオール万国博覧会でクロイターもファーガソンもマルチスクリーン投影システムを使用したが、技術的に課題があったため、共同で「マルチスクリーンコーポレーション」という会社を創業。結果として、紆余曲折の後ショーの開発したシングルスクリーンシステムに落ち着くことになった。その後大画面投影方式を導入するに至り、社名も「IMAXコーポレーション」と変更した。

### IMAXコーポレーション
1970年、大阪で開催された日本万国博覧会において、富士グループパビリオンにて世界初のIMAX方式による作品『虎の仔』（Tiger Child）が上映された。
世界最初の常設館が1971年、カナダ・トロントのオンタリオ・プレイスのシネスフィアに設置された（2022年秋より改修工事のため閉鎖中）。
1985年、世界初のIMAX3D作品『ザ・ユニバース』が筑波研究学園都市で開催されたつくば科学万博 EXPO'85の富士通パビリオンで上映された。
1991年には、これまでドキュメンタリー、教育映画のみであったIMAX作品に加え、ローリング・ストーンズのライブ「Live at the Max」を上映。その後も娯楽作品を制作し続けた。

### デジタル上映
2008年、IMAXは、2台の2Kデジタルプロジェクターを使用してアスペクト比1.90:1のスクリーンに上映する低コストのシステムであるIMAXデジタルシアターを導入し、従来の映画館にそのブランドを拡大した。
既存のシネマコンプレックスのスクリーンを改装できるこの低コストの導入により、IMAXは2007年末の全世界299スクリーンから2015年末には1,000スクリーンを超えるまでに成長した 。2017年9月現在、IMAXシアターは75カ国に1,302館あり、そのうち1,203館がシネマコンプレックスに導入されている。
2Kプロジェクターは、従来のIMAXフィルムプロジェクターに比べて解像度がおよそ1桁低い。同じ7階建てのスクリーンサイズを維持することは、この損失をより顕著にするだけであったため、多くの新しいスクリーンが建設された。解像度が大幅に低く、スクリーンもかなり小さいこれらの新しい映画館は、すぐに「LieMAX」という俗称で呼ばれるようになった。特に、IMAXは一般的に明確な違いを示すことなく、依然として従来のスクリーンと同じように新型スクリーンを宣伝しており、面積が従来の10分の1しかない最小の「IMAX」スクリーンを最大のスクリーンと同じように宣伝しながら、同じブランド名を使い続けているほどである。
2002年以降、いくつかの長編映画はIMAX劇場で上映するためにIMAXフォーマットに変換され、またIMAXで（一部）撮影されたものもある。
2017年後半までに、1,302のIMAXシアターシステムが75カ国の1,203のシネマコンプレックス、13の商業施設、86の施設に設置されたが、そのうちの4分の1以下は、当初考えられていたようなラージフォーマットの解像度で70mmフィルムを上映する機能を有していた。

## 技術的な側面

### カメラ

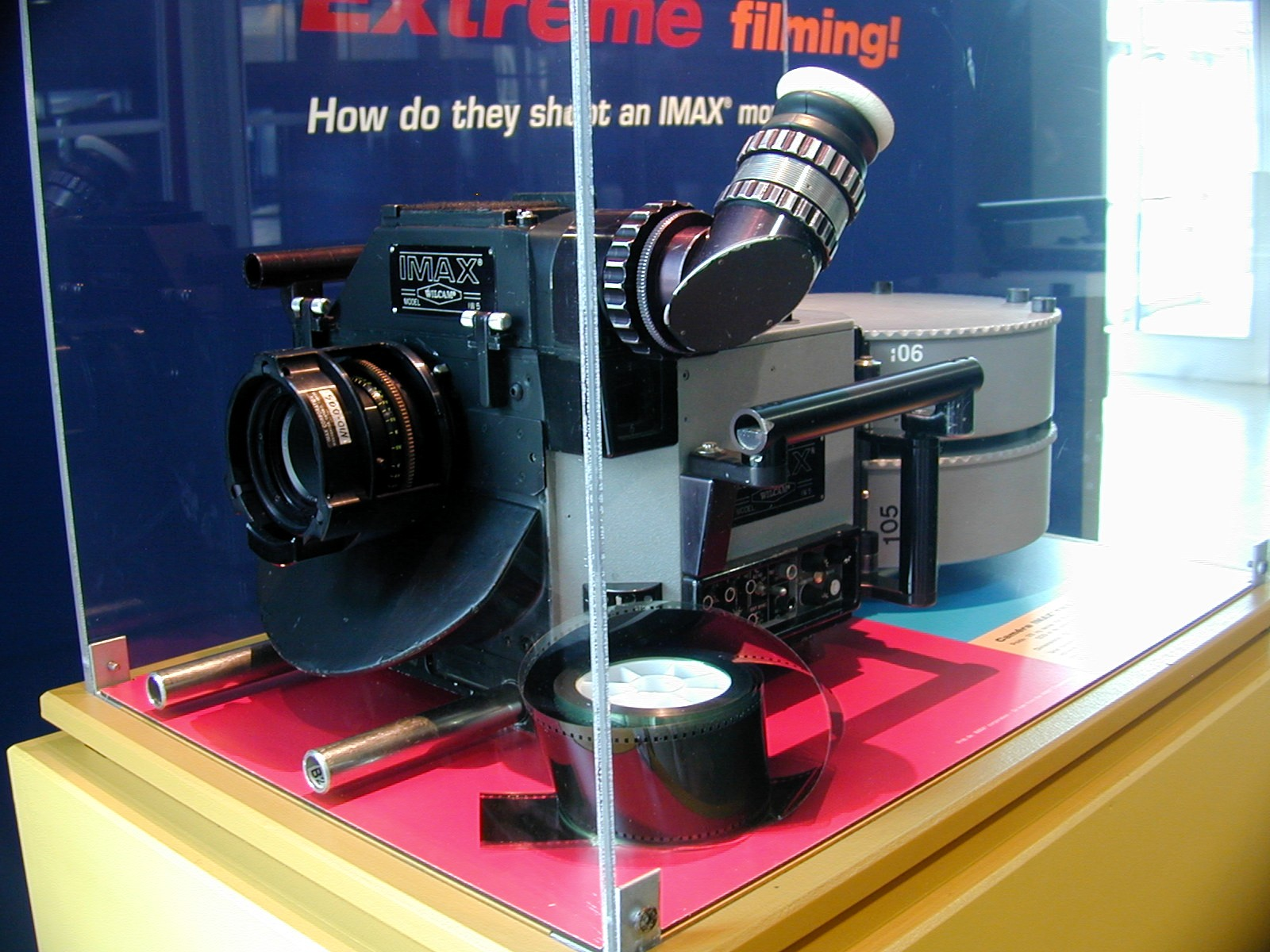
イギリス、ブラッドフォードの国立科学メディア博物館に展示されているIMAXカメラ

#### フィルムカメラ
IMAXは70mmフィルムを水平方向に送ることで、1コマに使うフィルムの面積を通常の映画より広くし、高精細度の映像が得られるようにしたシステムである。フィルムの70mm幅を映像の垂直方向に使い、水平方向には15パーフォレーション分のフィルムを使う。
高価な70mmフィルムを大量に使用し、カメラのレンタル料も高額なので制作費が多くかかってしまう。また、撮影素子（フィルム面積）が非常に大きいため、フォーカスの合う範囲が非常に狭く、セッティング、撮影に時間がかかってしまう。

#### Phantom 65 IMAX 3Dデジタルカメラ
2011年、IMAXは4K 3Dデジタルカメラを発表した。このカメラはVision ResearchとAbelCineとともに開発され、2つのPhantom 65エンジンを内蔵している。プロトタイプカメラはドキュメンタリー映画『Born To Be Wild 3D 野生に生きる』に使用され、完成した映画の約10％がこのカメラで撮影された。IMAXは、高解像度のフィルムカメラを新しいデジタルカメラに置き換えるつもりはないと述べているが、軽量または比較的にコンパクトな3Dカメラを必要とするシーンでは、デジタルカメラを使用することができる。IMAXはすでにプロダクション用カメラを完成させ、いくつかの映画で使用しているが、デジタルシステムだけで、IMAX映画を製作する計画はない。『トランスフォーマー/ロストエイジ』は、一部のシーンがPhantom 65 IMAX 3Dカメラで撮影された初の長編映画である。

#### ARRI Alexa IMAXデジタルカメラ
2015年、IMAXはArriと共同開発した2Dデジタルカメラを発表し、このカメラはArri Alexa 65の技術を基に開発された。このカメラで撮影した最初の作品は『シビル・ウォー/キャプテン・アメリカ』である。ルッソ兄弟は、『アベンジャーズ／インフィニティ・ウォー』（2018年）と『アベンジャーズ/エンドゲーム』（2019年）でArri Alexa IMAXだけで撮影したと明言している。
『トランスフォーマー/最後の騎士王』では、2台のARRI Alexa IMAXカメラがネイティブ3Dを提供するリグに取り付け、映画の98％がIMAXによる映像だった。

#### IMAX認証カメラ
IMAXは2020年9月、IMAX規格の映画制作に使用できる高画質デジタルカメラを認定する「Filmed In IMAX」を開始した。認証カメラの拡大により、映画はIMAXのスクリーンサイズに対応した作品を制作しやすくなる。下表の認証カメラはいずれも12Kにはまだ対応していない。Blackmagic URSA Mini Pro 12Kはまだ認証されていないため、以下の表には含まれていない。
| IMAX認証カメラ                        |
| ------------------------------------- |
| Arri Alexa LF (4.5Kカメラ)            |
| Arri Alexa Mini LF (4.5Kカメラ)       |
| Panavision Millennium DXL2 (8Kカメラ) |
| Red Ranger Monstro (8Kカメラ)         |
| Red V-Raptor (8Kカメラ)               |
| Sony CineAlta Venice (6Kカメラ)       |
| Arri Alexa 65 IMAX (6.5Kカメラ)       |

『トップガン マーヴェリック』（ソニーCineAlta Veniceで撮影）と『DUNE/デューン 砂の惑星』（Arri Alexa LFとMini LFで撮影）は、IMAX認証カメラを使用した最初の作品である。このプログラムで撮影された2021年から2023年の他の作品には、『ザ・スーサイド・スクワッド “極”悪党、集結』（REDレンジャー・モンストロとコモドで撮影）がある、『シャン・チー/テン・リングスの伝説』（Arri Alexa LFとMini LFで撮影）、『The Battle at Lake Changjin and The Battle at Lake Changjin II』（REDレンジャー・モンストロで撮影）、『エターナルズ』（Arri Alexa LFとMini LFで撮影）、『ドクター・ストレンジ/マルチバース・オブ・マッドネス』（パナビジョン・ミレニアムDXL2で撮影）、『ソー:ラブ&サンダー』（Arri Alexa LFとMini LFで撮影）、『ブラックパンサー/ワカンダ・フォーエバー』（Sony CineAlta Veniceで撮影）、『マーベルズ』（Arri Alexa LFとMini LFで撮影）と『デューン 砂の惑星PART2』（Arri Alexa LFとMini LFで撮影）である。『ガーディアンズ・オブ・ギャラクシー:VOLUME 3』は、REDレンジャー・モンストロの代わりに、IMAX認定を受けた新型REDVラプターカメラで撮影される最初の作品となる。 

## デジタル上映

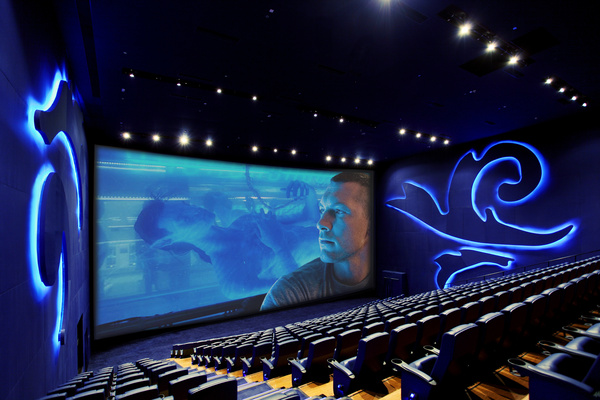
IMAXデジタルシアター

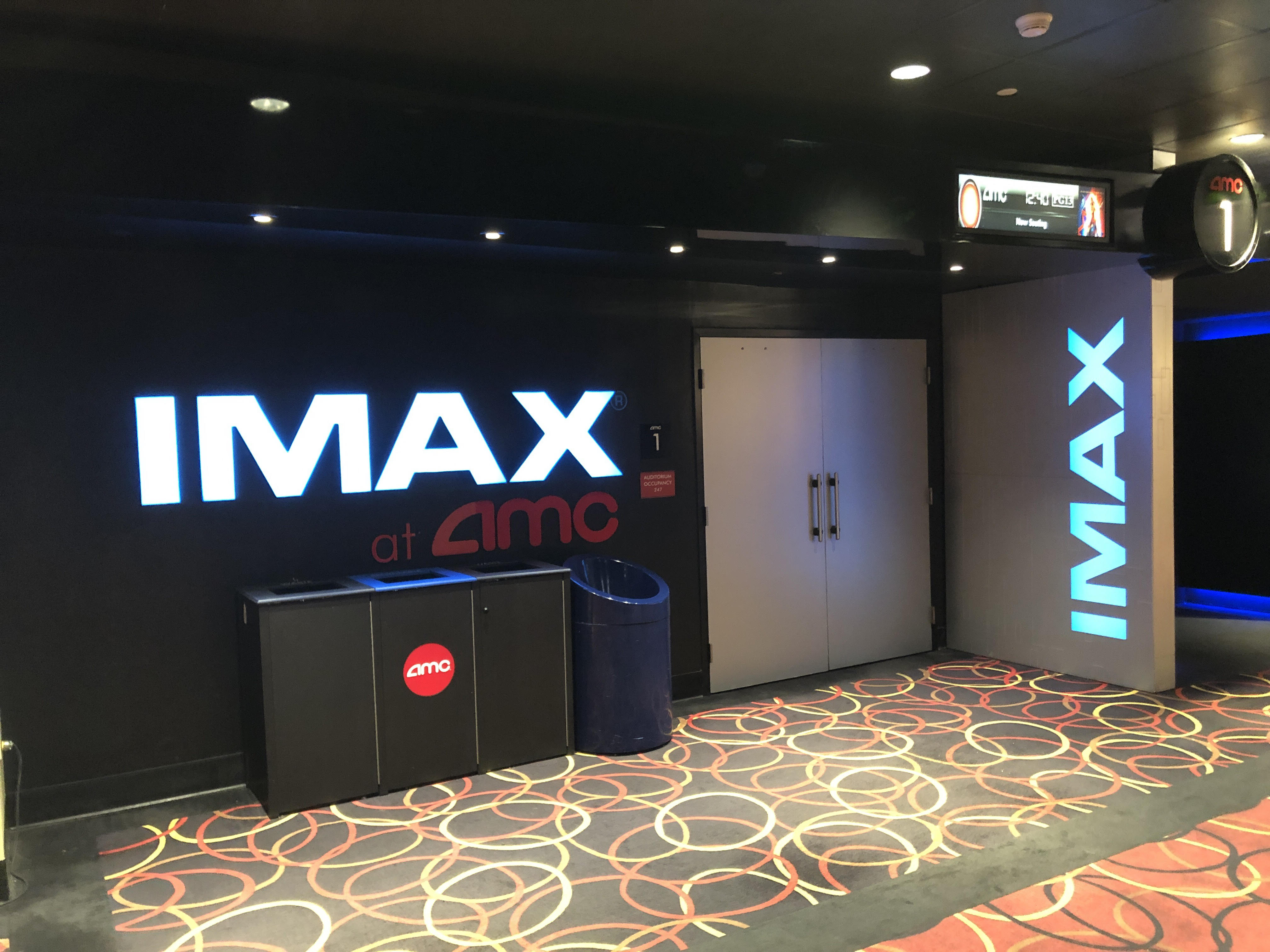
テキサス州オースティンのAMCバートン・クリーク・スクエア14のIMAXデジタルシアターの入場口。

2008年にデビューしたIMAXデジタルシアターは、アスペクト比1.90:1の小型スクリーン用に設計されている。このシステムは2台の2Kプロジェクターを使用し、DCIまたはIMAXデジタル形式（IDF、それ自体はDCIのスーパーセットである）の2Dまたは3Dコンテンツを上映することができる。IDFは当初、テキサス・インスツルメンツのデジタル・ライト・プロセッシング（DLP）のエンジンを搭載した2K解像度のクリスティ・キセノン・プロジェクターを使用していたが、2012年にIMAXは主力機材をバルコに切り替えると発表した。2つの2K映像を互いに半ピクセルずれた状態で重ね合わせることで、超高解像度技術を使用して、知覚される解像度を約2.9Kに向上させて上映される。
3D上映では、1台のプロジェクターがそれぞれ一つの目の映像を映し出し、2D上映では、重ね合わせた映像を使用することで、他のシステムよりも明るい映像が実現できる。デジタルIMAXプロジェクション・システムには、観客席のカメラやマイクからの情報に基づいてデジタル・メディア・サーバーの出力を変更し、スクリーンの位置合わせを正確に維持する、独自のIMAXイメージ・エンハンサーが搭載されている。
IMAXは2012年2月、世界各地から選ばれた映画館を、デジタル上映だけでなく70ミリのフィルム上映もできるようにリニューアルすると発表した。そのためにIMAXは、プロジェクターを出し入れすることで、70mmフィルムのフルサイズ上映にも、デジタルのみの上映にも対応できるシステムを開発した。これらの映画館は、2012年7月の『ダークナイト ライジング』の公開に間に合うように準備された。
日本では2009年6月19日に109シネマズ(川崎、菖蒲、箕面)が初めて導入した。
2015年4月17日・24日に開業したTOHOシネマズ新宿と109シネマズ二子玉川では、次世代となるIMAXレーザー向けに開発された12chサウンドシステムが先行導入された。
国内では109シネマズ、ローソン・ユナイテッドシネマ、シネマサンシャイン、ヒューマックスシネマ、TOHOシネマズ、フューレック、ティ・ジョイ、イオンシネマが導入している。

## レーザー上映

### IMAXレーザー/GTテクノロジー (旧：IMAX次世代レーザー)
2012年4月、IMAXはイーストマン・コダックからライセンス供与された特許に基づき、新しい4Kレーザー上映システムのテストを開始した。3Dフィルムやデジタルシステムと同様に、2台のプロジェクターを使用したが、従来のIMAXのアスペクト比を維持し、幅36m（118フィート）以上のスクリーンで映画を上映できるようにすることで、小型のデジタルスクリーンよりも改善された.。2014年12月、IMAXは「IMAX with Laser」と名付けられた新しい2台の4Kレーザー・プロジェクター・システムの導入を開始し、最初の導入はトロントのシネプレックス・スコシアバンク・シアターで行われた。このシステムにより、これまでのIMAXスクリーンのアスペクト比1.43:1のスクリーンにデジタル上映が可能になったが、アスペクト比1.90:1のTCLチャイニーズシアターのようなワイドスクリーンでも使用できる。
このシステムは、従来のデジタルプロジェクターのキセノンアークランプをレーザー光源により業界標準より50%明るく、60fpsの上映が可能で、コントラスト比はIMAXの15/70mmフィルム上映の「2倍」、IMAXのキセノンランプベースの上映システムのコントラスト比2,500:1より「高い」ものとなり、HDR領域へ大幅に拡張されたカラーパレットRec.2020に対応する。
音響設備は新たに導入された12ch チャンネル・サラウンド・サウンド・システムとしており、シアターの左右に1つずつスピーカーと天井に4つのスピーカーを新たに追加され、従来のIMAXサウンドシステムからアップデートされた。 Dolby Atmosと競合するように構築され、 必要なスピーカーの数を減らすことでメンテナンスと運用コストが削減できるとしている。
従来のIMAXフィルムの解像度は、65ミリネガで最大解像度12,000ライン（12K）、35ミリフィルムで約6,000ライン（6K）と推定されており、これにはまだ及ばないが、この新しいレーザーシステムは4Kツインプロジェクターを搭載しており、それぞれがデジタルIMAXプロジェクター1台の4倍の解像度を映し出すことができる。デジタルIMAXと同様に、2台のプロジェクターからの映像は、超解像度処理により、互いに半分の映像のずれをもって重ね合わされて上映されるため、映像の解像度は4K以上となる。スクリーン内のカメラとマイクは、上映と上映の間にプロジェクターと音響システムを調整するために使用される。3D上映では、1台のプロジェクターで左右の目に映像を映し出し、2D上映では、重ね合わせた映像でより明るい映像を映し出す 。3D上映では、IMAX with Laserシステム(GTテクノロジー)は、IMAXデジタルシアターで使用されている直線偏光メガネではなく、ドルビー3Dで使用されているようなダイクロイックフィルターのメガネを使用する。
日本では2015年11月19日に109シネマズ大阪エキスポシティで初めて導入され、続く東京のグランドシネマサンシャイン池袋と2箇所しかない。
ジャイアントスクリーン（22.86ｍ以上）向けに新規開発されたIMAXシアターのフラグシップ。デジタル上映方式では本規格のシアターでのみ『ダークナイト』などのIMAXフィルムカメラで撮影された作品をフルサイズ上映（1.43：1の上下ノーカット）できる。

### IMAXレーザー
2018年4月24日、IMAXは同年後半にレーザー・プロジェクター・システムの新しいシングル・ユニット・バージョンを展開し始めると発表し、この改良版は1.90:1スクリーン用のIMAXキセノン・デジタル・プロジェクション・システムに取って代わるように設計されている。
通常のスクリーンサイズに向けて開発された新世代のIMAXシアター。映写機は1台でツインレンズの4Kレーザー投影システムを採用し、2KだったIMAXデジタルシアターと比べて高解像度となり、より鮮やかで明るく、コントラストの優れる映像となった。
音響は12chサウンドシステムを使用。天井と両サイドに新たなスピーカーを追加し、より臨場感あふれるサウンドを体感できるようになった。
3DメガネはGTレーザーが使用しているドルビーライセンスが必要なものではなく、従来のプラスチックタイプが使用されている。
日本では2018年11月23日に109シネマズ川崎・名古屋に初めて導入され、既存のIMAXデジタルシアターからの置き換えが進んでいる。

#### IMAXレーザー XT
これまでIMAXレーザーの導入が難しかった劇場に向けて開発されたIMAXシアター。既存の4Kシングルレーザープロジェクター(Barco SP4K-40B)を採用するなどコストを抑えながらも3D上映に対応・12chサウンドシステムを備え、IMAXデジタルシアターを超えるスペックを実現する。2021年8月7日に上海金山ワンダジネマで初導入。

## IMAXシアター
IMAXシアターは、通常の映画館より大きく正方形に近いスクリーンを持ち、広い視野角により映画の中にいるような感覚を強めるために座席が急勾配に傾斜している。世界最大のIMAXシアターは、縦23m×横44mのスクリーンを持つレオンベルク（ドイツ）のトラウムパラストである。 
2022年9月30日現在、北米を中心に世界87カ国1703館のIMAXシアターがある。
日本でも当初は博覧会にてIMAXのパビリオンが建てられていた。また、博物館や科学館では専用の映画が上映されていた。1996年に新宿に封切り映画上映用のIMAXシアターが誕生した。2002年頃からはIMAXシアターで、封切り映画のIMAX版が上映されるようになった。2009年には日本でもIMAXデジタル・シアターが開設され、封切り映画のIMAXデジタル版が上映されるようになった。

### 日本のIMAXシアター
| 施設                     | 場所             | 設備                  | 備考           |
| ------------------------ | ---------------- | --------------------- | -------------- |
| 鹿児島市立科学館宇宙劇場 | 鹿児島県鹿児島市 | IMAX DOME ドーム径23m | オムニマックス |

### 日本のIMAXデジタルシアター
2009年6月に日本初のIMAXデジタルシアターが109シネマズの3館（菖蒲、川崎、箕面）に導入されたのを皮切りに、2025年4月現在、日本国内には55箇所にIMAXデジタルシアター、および上位規格のIMAXレーザーが存在する。IMAX社のリチャード・ゲルフォンド最高経営責任者(CEO)は2021年4月22日のインタビューで、日本のIMAXスクリーンを今後3年間で100箇所まで増やす予定と語っている。下記のIMAX導入日は正式オープン日であり、実際にはその数日前からプレオープンと称してIMAXでの上映を開始している場合もある。
|                                                         | 導入数 | 映写               | 音響 |
| ------------------------------------------------------- | ------ | ------------------ | ---- |
| IMAXレーザー／GTテクノロジー （旧：IMAX次世代レーザー） | 2      | 4Kツインレーザー   | 12ch |
| IMAXレーザー                                            | 37     | 4Kシングルレーザー | 12ch |
| IMAX（12ch）                                            | 3      | 2K                 | 12ch |
| IMAX（5ch）                                             | 13     | 2K                 | 5ch  |

以下、施設欄で使用されている記号の見方である。
- ＊：IMAXシアターをIMAXデジタルシアターとして改修して営業
- ★：開業当初からIMAXデジタルシアターとして営業
- （無印）：一般スクリーンをIMAXデジタルシアターに改修して営業

#### IMAXレーザー／GTテクノロジー
前述の通りジャイアントスクリーン（横22.86m以上）が必要となり改修での導入がほぼ不可能なため、2025年現在では日本国内での導入は2箇所のみに留まっている。
| No. | 映画館名                       | 所在地       | 導入日         | 備考                         |
| --- | ------------------------------ | ------------ | -------------- | ---------------------------- |
| 1   | 109シネマズ大阪エキスポシティ  | 大阪府吹田市 | 2015年11月19日 | スクリーン縦18m×横26m        |
| 2   | グランドシネマサンシャイン池袋 | 東京都豊島区 | 2019年7月19日  | スクリーン縦18.91m×横25.849m |

#### IMAXレーザー
2025年現在、IMAXデジタルシアターの形態として最も多い。
「IMAXレーザー／GTテクノロジー」とは異なり通常スクリーンの改修や、従来のIMAXシアターの設備更新で導入も可能であることもあり、年々シアター数は増加している。
| No. | 施設 | 映画館名                                    | 所在地                 | 導入日         | 備考                                                 |
| --- | ---- | ------------------------------------------- | ---------------------- | -------------- | ---------------------------------------------------- |
| 1   |      | 109シネマズ川崎                             | 神奈川県川崎市幸区     | 2018年11月23日 | [ 41 ]                                               |
| 2   |      | 109シネマズ名古屋                           | 愛知県名古屋市中村区   | 2018年11月23日 | [ 41 ]                                               |
| 3   |      | 109シネマズ菖蒲                             | 埼玉県久喜市           | 2019年4月24日  |                                                      |
| 4   | ★    | ローソン・ユナイテッドシネマPARCO CITY 浦添 | 沖縄県浦添市           | 2019年6月27日  |                                                      |
| 5   | ★    | シネマサンシャインららぽーと沼津            | 静岡県沼津市           | 2019年10月4日  |                                                      |
| 6   | ★    | ユナイテッド・シネマテラスモール松戸        | 千葉県松戸市           | 2019年10月25日 |                                                      |
| 7   | ★    | TOHOシネマズ新宿                            | 東京都新宿区           | 2019年11月2日  | [ 42 ]                                               |
| 8   | ＊   | ローソン・ユナイテッドシネマ札幌            | 北海道札幌市中央区     | 2019年11月8日  |                                                      |
| 9   |      | 109シネマズグランベリーパーク               | 東京都町田市           | 2019年11月13日 |                                                      |
| 10  | ★    | シネマサンシャイン大和郡山                  | 奈良県大和郡山市       | 2019年11月22日 |                                                      |
| 11  |      | ユナイテッド・シネマキャナルシティ13        | 福岡県福岡市博多区     | 2020年3月6日   |                                                      |
| 12  |      | ユナイテッド・シネマとしまえん              | 東京都練馬区           | 2020年3月14日  |                                                      |
| 13  |      | ユナイテッド・シネマ浦和                    | 埼玉県さいたま市浦和区 | 2020年3月20日  |                                                      |
| 14  |      | 109シネマズ二子玉川                         | 東京都世田谷区         | 2020年3月20日  |                                                      |
| 15  |      | TOHOシネマズ流山おおたかの森                | 千葉県流山市           | 2020年6月19日  |                                                      |
| 16  |      | 109シネマズ木場                             | 東京都江東区           | 2021年10月1日  | [ 43 ]                                               |
| 17  | ★    | 109シネマズ湘南                             | 神奈川県藤沢市         | 2021年10月1日  | [ 43 ]                                               |
| 18  |      | TOHOシネマズ西宮OS                          | 兵庫県西宮市           | 2021年11月19日 |                                                      |
| 19  |      | イオンシネマ市川妙典                        | 千葉県市川市           | 2022年7月22日  | [ 44 ]                                               |
| 20  |      | イオンシネマ四條畷                          | 大阪府四条畷市         | 2022年7月29日  |                                                      |
| 21  | ★    | TOHOシネマズ日比谷                          | 東京都千代田区         | 2022年11月4日  | [ 45 ]                                               |
| 22  |      | イオンシネマシアタス調布                    | 東京都調布市           | 2023年5月1日   | - スクリーン縦10.00m×横19.08m - 旧：ULTIRAスクリーン |
| 23  |      | イオンシネマ各務原                          | 岐阜県各務原市         | 2023年5月1日   |                                                      |
| 24  |      | イオンシネマ福岡                            | 福岡県糟屋郡粕屋町     | 2023年5月1日   | 旧：THX認定スクリーン                                |
| 25  |      | イオンシネマ幕張新都心                      | 千葉県千葉市美浜区     | 2023年7月7日   | 旧：ULTIRAスクリーン                                 |
| 26  |      | イオンシネマ岡山                            | 岡山県岡山市北区       | 2023年7月7日   | 旧：ULTIRAスクリーン                                 |
| 27  |      | イオンシネマ越谷レイクタウン                | 埼玉県越谷市           | 2023年7月14日  | [ 47 ]                                               |
| 28  |      | イオンシネマ新潟亀田インター                | 新潟県新潟市江南区     | 2023年7月14日  |                                                      |
| 29  | ★    | シネマサンシャイン飯塚                      | 福岡県飯塚市           | 2023年7月29日  |                                                      |
| 30  |      | シネマサンシャイン土浦                      | 茨城県土浦市           | 2023年11月3日  | [ 48 ]                                               |
| 31  |      | ユナイテッド・シネマ金沢                    | 石川県金沢市           | 2023年12月22日 |                                                      |
| 32  |      | シネマサンシャイン衣山                      | 愛媛県松山市           | 2024年7月12日  | [ 49 ]                                               |
| 33  | ★    | 109シネマズゆめが丘                         | 神奈川県横浜市泉区     | 2024年7月25日  | [ 50 ]                                               |
| 34  | ★    | T・ジョイエミテラス所沢                     | 埼玉県所沢市           | 2024年9月24日  | [ 51 ]                                               |
| 35  |      | ローソン・ユナイテッドシネマ前橋            | 群馬県前橋市           | 2025年3月28日  | [ 52 ]                                               |
| 36  | ★    | シネマワールドららぽーと安城                | 愛知県安城市           | 2025年4月18日  | [ 53 ]                                               |
| 37  |      | ローソン・ユナイテッドシネマ長崎            | 長崎県長崎市           | 2025年4月18日  | 旧：THX認定スクリーン                                |
| 38  |      | ローソン・ユナイテッドシネマ岡崎            | 愛知県岡崎市           | 2025年7月18日  | [ 54 ] [ 55 ]                                        |
| 39  |      | ローソン・ユナイテッドシネマ小倉            | 福岡県北九州市小倉北区 | 2025年7月18日  | [ 54 ] [ 56 ]                                        |
| 40  |      | TOHOシネマズ宇都宮                          | 栃木県宇都宮市         | 2025年7月18日  | [ 57 ] [ 58 ]                                        |
| 41  |      | TOHOシネマズ赤池                            | 愛知県日進市           | 2025年7月18日  | [ 57 ] [ 58 ]                                        |
| 42  |      | アースシネマズ姫路                          | 兵庫県姫路市           | 2025年7月25日  | [ 59 ]                                               |
| -   | ★    | イオンシネマ須坂                            | 長野県須坂市           | 2025年10月3日  | [ 60 ]                                               |
| -   | ★    | TOHOシネマズ名古屋栄（仮称）                | 愛知県名古屋市中区     | 2026年夏頃     | [ 61 ]                                               |

#### IMAXデジタルシアター（12ch）
番号の振られていない劇場に関しては2025年現在、上述のIMAXレーザーに改修されているシアターとなる。
| No. | 施設 | 映画館名                   | 所在地               | 導入日         | 備考   |
| --- | ---- | -------------------------- | -------------------- | -------------- | ------ |
|     | ★    | TOHOシネマズ新宿           | 東京都新宿区         | 2015年4月17日  |        |
|     | ★    | 109シネマズ二子玉川        | 東京都世田谷区       | 2015年4月24日  |        |
| 1   |      | TOHOシネマズららぽーと横浜 | 神奈川県横浜市都筑区 | 2016年12月16日 |        |
| 2   |      | TOHOシネマズなんば         | 大阪府大阪市中央区   | 2016年12月16日 |        |
|     |      | TOHOシネマズ日比谷         | 東京都千代田区       | 2018年3月29日  |        |
| 3   | ★    | TOHOシネマズ立川立飛       | 東京都立川市         | 2020年9月10日  | [ 62 ] |

#### IMAXデジタルシアター（5ch）
番号の振られていない劇場に関しては2025年現在、上述のIMAXレーザーに改修されているシアターとなる。
| No. | 施設 | 映画館名                              | 所在地                 | 導入日         | 備考                                     |
| --- | ---- | ------------------------------------- | ---------------------- | -------------- | ---------------------------------------- |
|     |      | 109シネマズ菖蒲                       | 埼玉県久喜市           | 2009年6月19日  |                                          |
|     |      | 109シネマズ川崎                       | 神奈川県川崎市幸区     | 2009年6月19日  |                                          |
| 1   |      | 109シネマズ箕面                       | 大阪府箕面市           | 2009年6月19日  |                                          |
|     |      | 109シネマズ名古屋                     | 愛知県名古屋市中村区   | 2009年12月23日 |                                          |
|     |      | ユナイテッド・シネマ札幌              | 北海道札幌市中央区     | 2010年11月19日 | 旧・サッポロアイマックスシアター（後述） |
|     |      | 109シネマズグランベリーモール         | 東京都町田市           | 2010年11月19日 |                                          |
|     |      | ユナイテッド・シネマ浦和              | 埼玉県さいたま市浦和区 | 2010年11月19日 |                                          |
|     |      | ユナイテッド・シネマ キャナルシティ13 | 福岡県福岡市博多区     | 2010年11月19日 |                                          |
| 2   |      | ユナイテッド・シネマ岸和田            | 大阪府岸和田市         | 2010年12月17日 |                                          |
|     |      | ユナイテッド・シネマとしまえん        | 東京都練馬区           | 2011年5月20日  |                                          |
|     | ★    | シネマサンシャイン大和郡山            | 奈良県大和郡山市       | 2011年7月1日   |                                          |
|     |      | 109シネマズ木場                       | 東京都江東区           | 2011年7月15日  |                                          |
|     | ★    | 109シネマズ湘南                       | 神奈川県藤沢市         | 2011年11月11日 |                                          |
| 3   | ★    | 成田HUMAXシネマズ                     | 千葉県成田市           | 2012年5月25日  | スクリーン 縦14m×横24.5m                 |
|     |      | シネマサンシャイン衣山                | 愛媛県松山市           | 2012年12月1日  |                                          |
|     |      | シネマサンシャイン土浦                | 茨城県土浦市           | 2012年12月14日 |                                          |
| 4   |      | ユナイテッド・シネマ豊橋18            | 愛知県豊橋市           | 2014年6月13日  |                                          |
| 5   |      | 福山エーガル8シネマズ                 | 広島県福山市           | 2015年11月28日 |                                          |
| 6   |      | TOHOシネマズ二条                      | 京都府京都市中京区     | 2015年12月18日 |                                          |
| 7   | ＊   | T・ジョイPRINCE品川                   | 東京都港区             | 2016年7月1日   | 旧・メルシャン品川IMAXシアター（後述）   |
| 8   | ★    | TOHOシネマズ仙台                      | 宮城県仙台市青葉区     | 2016年7月1日   |                                          |
| 9   |      | 横浜ブルク13                          | 神奈川県横浜市中区     | 2016年7月1日   |                                          |
| 10  |      | イオンシネマ大高                      | 愛知県名古屋市緑区     | 2016年7月1日   | 旧：ULTIRAスクリーン                     |
| 11  |      | USシネマちはら台                      | 千葉県市原市           | 2017年8月4日   |                                          |
| 12  |      | 広島バルト11                          | 広島県安芸郡府中町     | 2017年12月15日 |                                          |
| 13  |      | 鹿児島ミッテ10                        | 鹿児島県鹿児島市       | 2018年7月13日  |                                          |

#### 導入予定の劇場
2025年4月、TOHOシネマズが新たに6劇場でIMAXシアターの契約を締結しており、国内最多のIMAXシアターを保有するチェーンとなる予定。
| No. | 映画館名                   | 所在地         | 備考                                                   |
| --- | -------------------------- | -------------- | ------------------------------------------------------ |
| 1   | TOHOシネマズ日本橋         | 東京都中央区   |                                                        |
| 2   | TOHOシネマズ日比谷         | 東京都千代田区 | 世界でも稀となる1つのシネコンに2つのIMAXシアターを採用 |
| 3   | TOHOシネマズファボーレ富山 | 富山県富山市   | 県内初                                                 |
| 4   | TOHOシネマズモレラ岐阜     | 岐阜県本巣市   |                                                        |

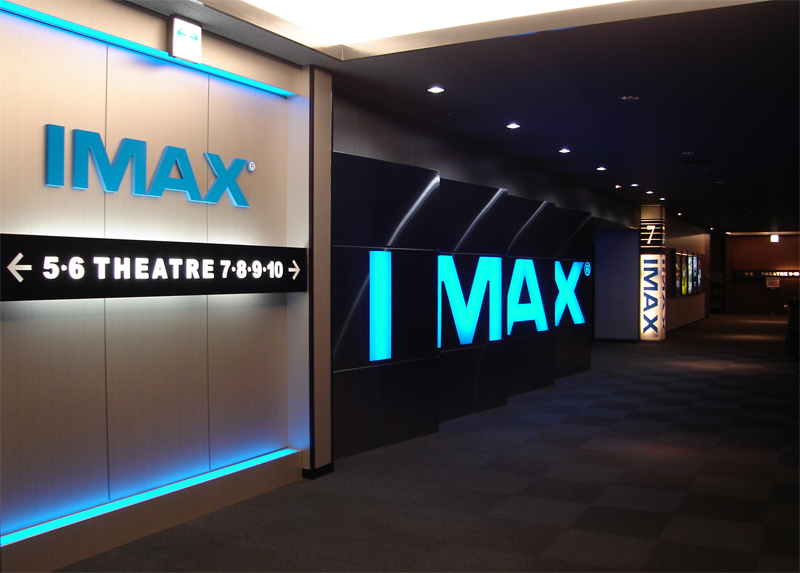
109シネマズ川崎
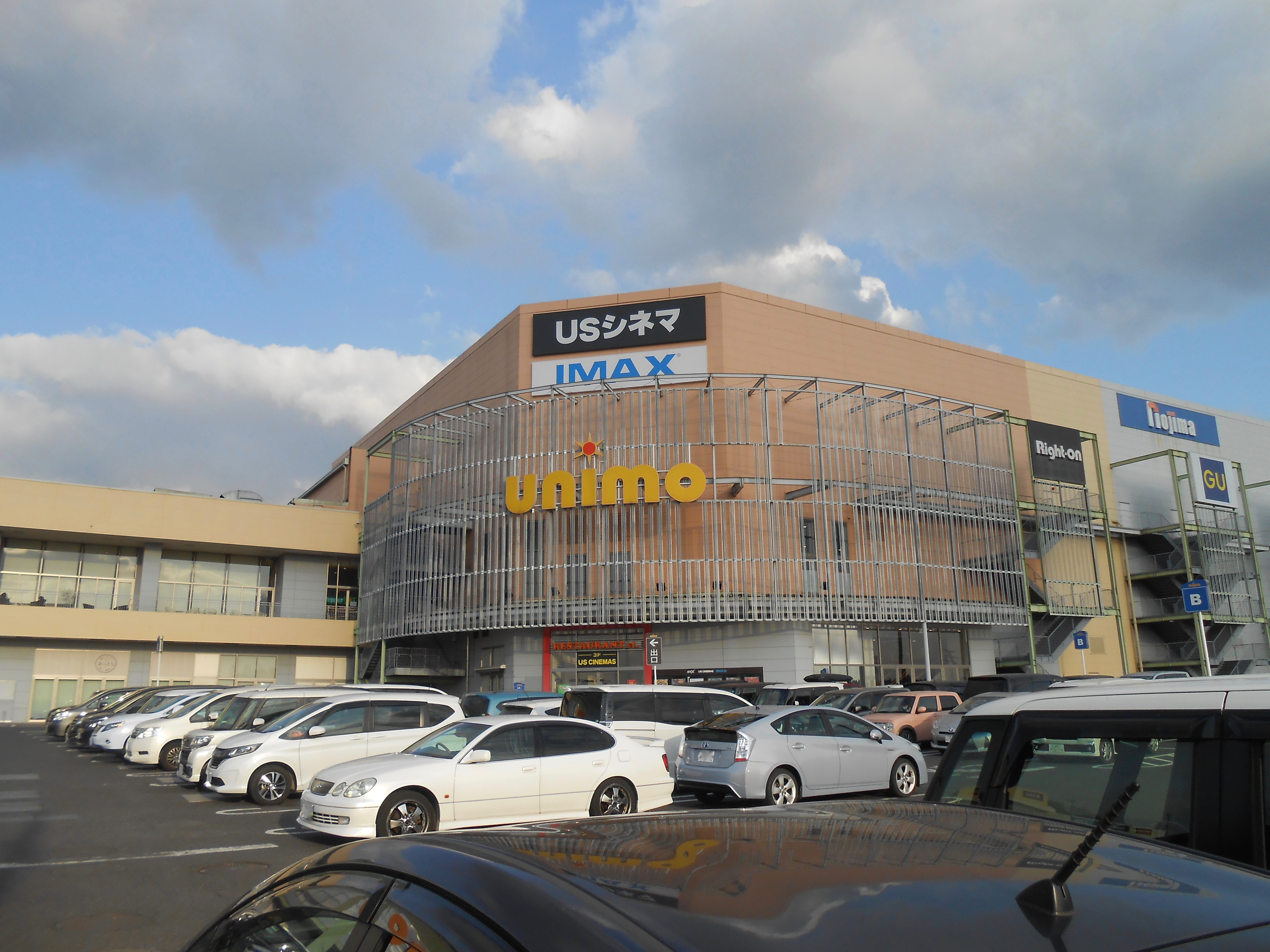
USシネマちはら台
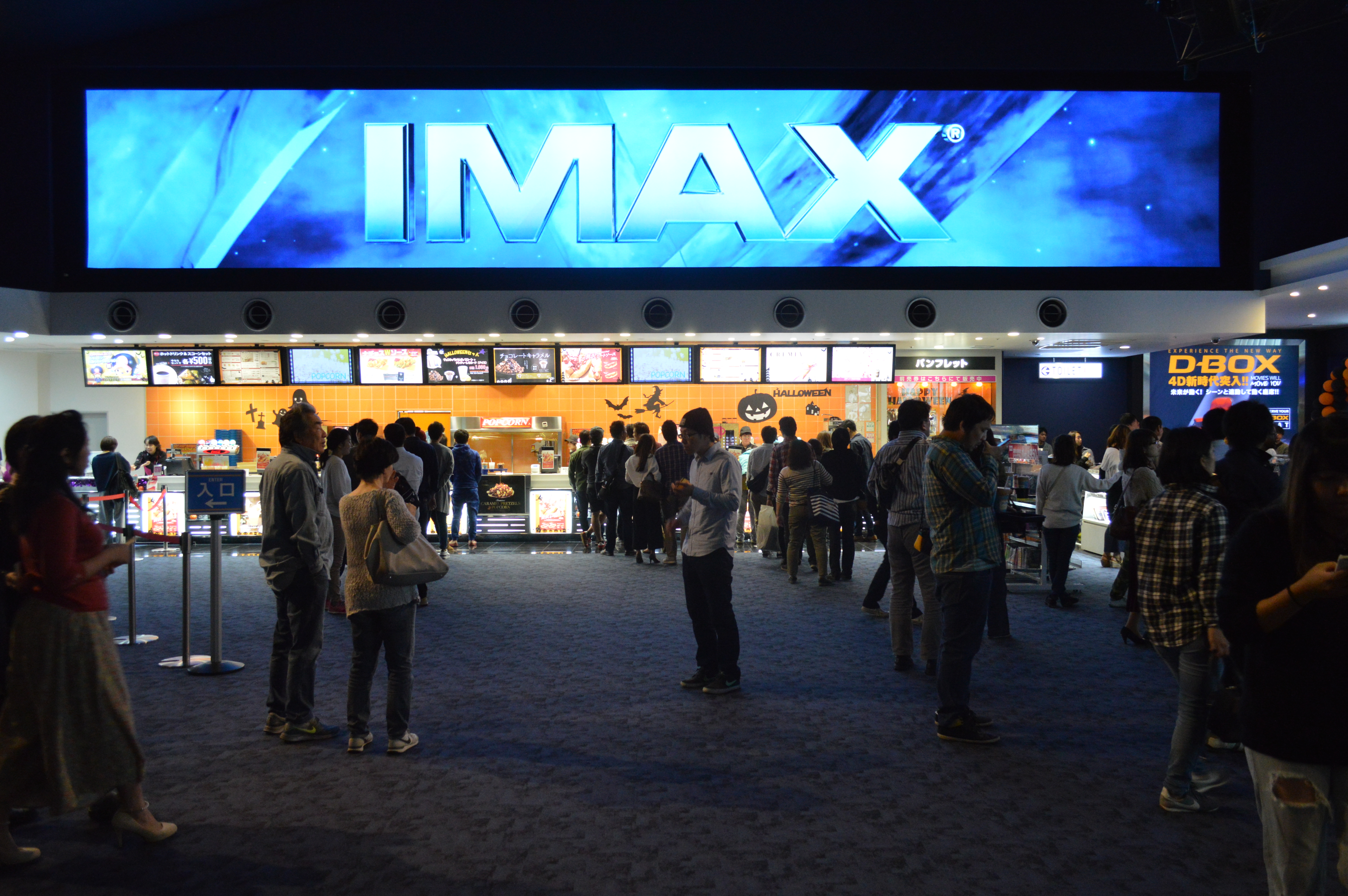
イオンシネマ大高
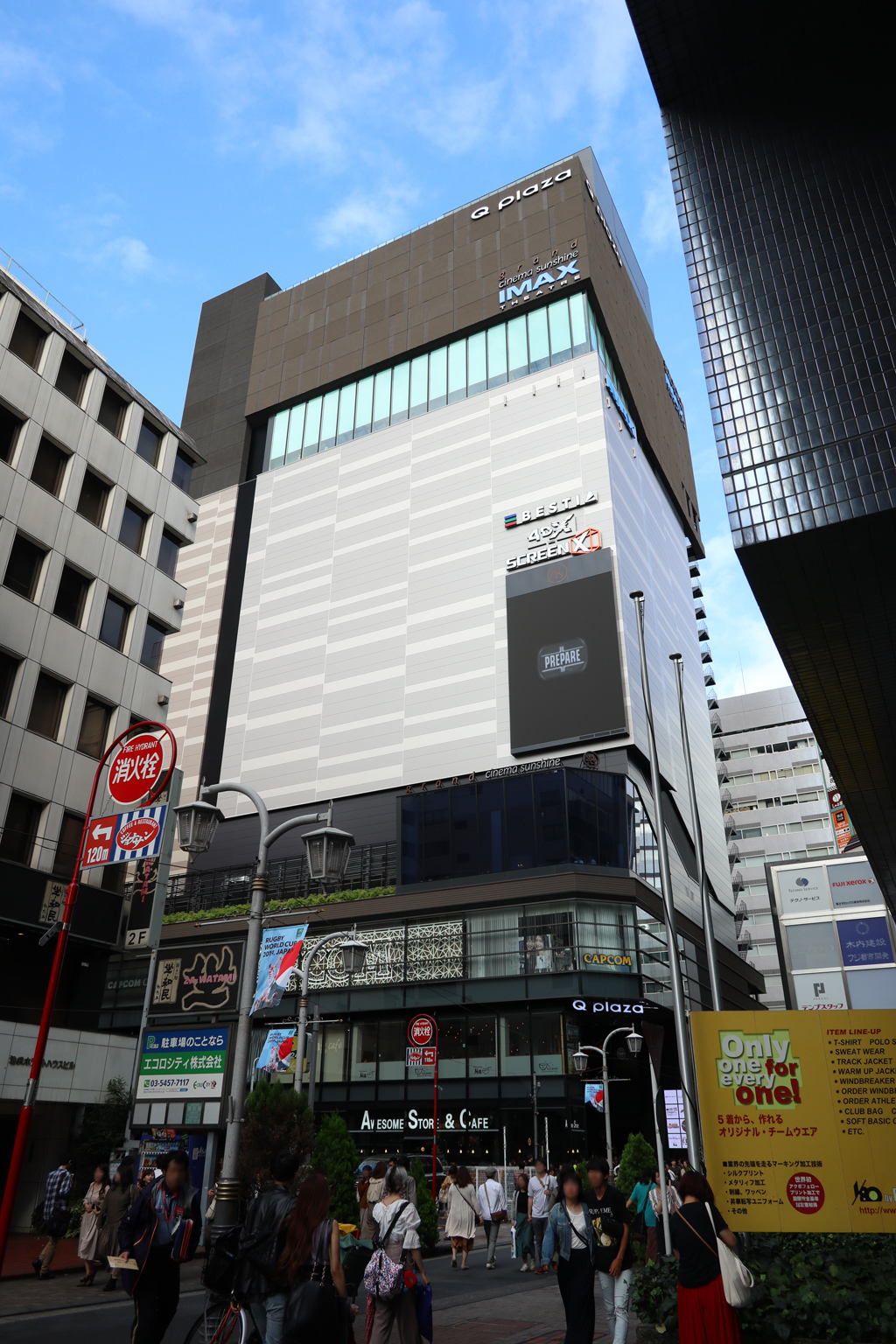
グランドシネマサンシャイン池袋
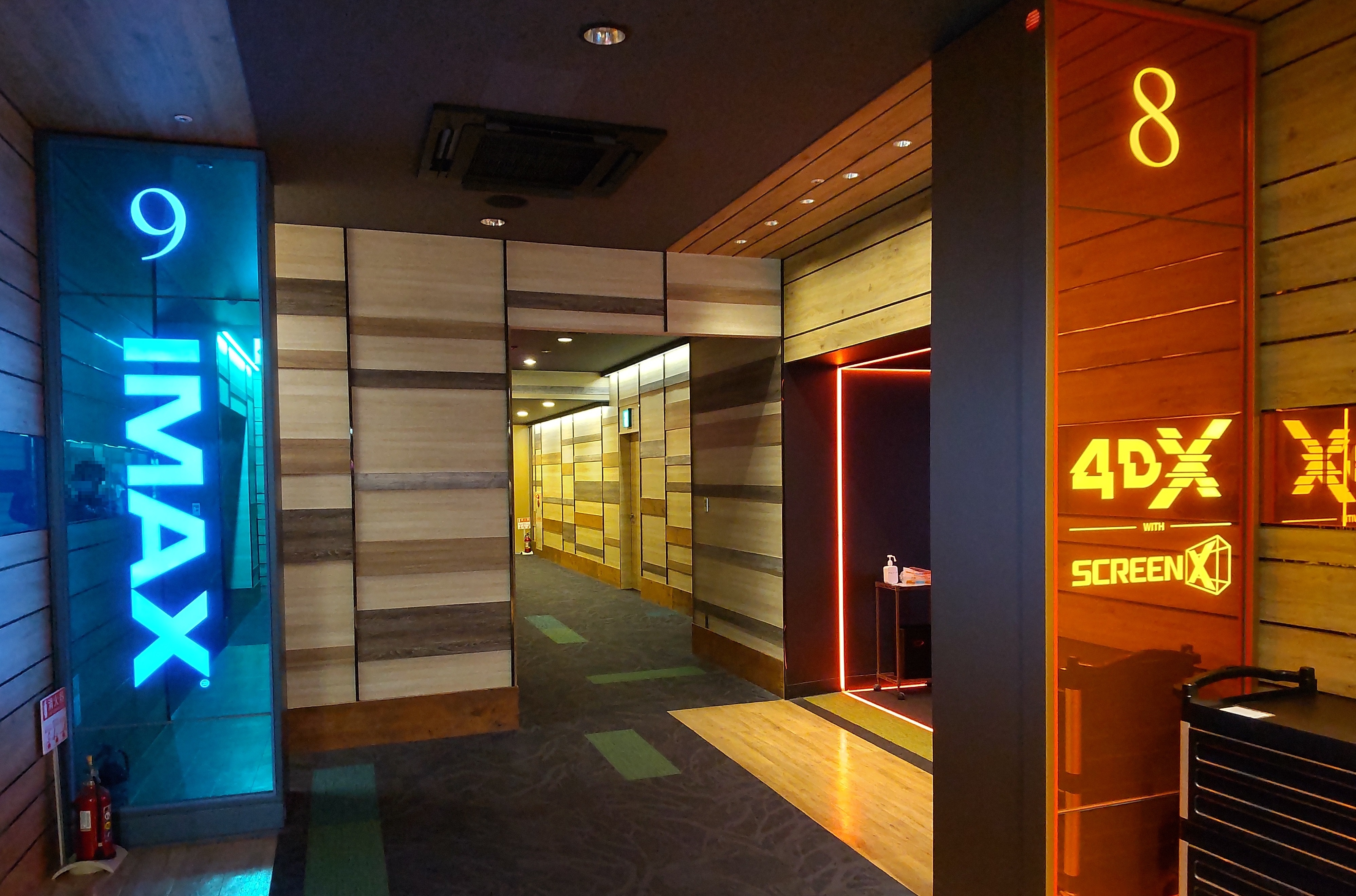
109シネマズ グランベリーパーク

### 過去に日本で営業していたIMAXシアター
| 施設                                                                        | 設備                                          | 期間                                         | 備考 |
| --------------------------------------------------------------------------- | --------------------------------------------- | -------------------------------------------- | --- |
| 宇宙科学博覧会 宇宙博ホール                                                 | 23m×30m                                       | 1期:1978年 2期:1979年                        | 『人は大空へ』（en:To Fly!）を上映 |
| ポートピア'81 ダイエーパビリオン体験劇場                                    | ドーム直径23m                                 | 1981年                                       | 『ワールドコースター地球一周19分』を上映 |
| '82北海道博覧会 ダイエーパビリオン                                          | ドーム直径23m                                 | 1982年                                       | 『ワールドコースター地球一周19分』を上映 |
| ナガシマスパーランド オムニマックスシアター                                 | ドーム直径25m 傾斜角30度 座席数400            | 1983年～2002年                               | 日本初のIMAX常設館 |
| 横浜こども科学館宇宙劇場                                                    | ドーム直径23m 傾斜角30度 座席数300            | 1984年-                                      | |
| 松山市総合コミュニティーセンター                                            | ドーム直径23m 傾斜角27度 座席数280            | 1987年-                                      | |
| 科学万博 富士通ドームシアター                                               | アナグリフ式3D                                | 1985年                                       | 『ザ・ユニバース』を上映 |
| 岡崎葵博                                                                    | N/A                                           | 1987年                                       | |
| 大阪ビジネスパーク 富士通ドームシアター                                     | N/A                                           | 1986～1988年                                 | ザ・ユニバースと他の作品を上映 |
| 世界・食の祭典 HBCアイマックスシアター                                      | 18.9m×24.7m                                   | 1988年                                       | 『THE DREAM IS ALIVE 宇宙の旅350万キロ（en:The Dream Is Alive）』を上映 |
| 花の万博 富士通ドームシアター                                               | N/A                                           | 1990年                                       | カラー全天周立体映像『ザ・ユニバース2』を上映 |
| 千葉県美浜区幕張新都心 富士通ドームシアター                                 | ドーム直径:24m 傾斜角:30度 座席数:304         | 1992年                                       | 花の万博で上映された偏光シャッター眼鏡を使用したカラー全天周立体映像『ザ・ユニバース2』と他の作品が上映された。                                                            |
| 東映太秦映画村 映像実験館ドームシアター                                     | ドーム直径:14m 座席数:70                      | 1992年                                       | |
| 長崎県 ハウステンボス 天星館                                                | ドーム直径:17.5m 座席数:194                   | ドラマ『南くんの恋人』のロケでも使用された。 | |
| 天王寺公園映像館（マルチイメージシアター）                                  | 13m×19m 座席数276                             | 1990年～1995年頃                             | |
| サッポロアイマックスシアター                                                | 縦20.0m×横27.0m                               | 1993年4月9日～                               | 現在はローソン・ユナイテッドシネマ札幌のIMAXレーザー（上述）として営業中                                                                                                   |
| 東京アイマックス・シアター                                                  | IMAX 3D 18m×25m                               | 1996年～2002年2月1日                         | 新宿高島屋内にて営業。閉館後は、映画館テアトルタイムズスクエア（2002年4月27日開館～2009年8月30日閉館）となっていた。                                                       |
| 千葉県立現代産業科学館                                                      | N/A                                           | 1994年～2004年                               | その後サイエンスドームとなった 。 |
| 志摩スペイン村 カンブロン劇場                                               | IMAX 2D 17.4m×23.4m                           | 1994年～2004年2月                            | |
| メルシャン品川IMAXシアター                                                  | IMAX 3D 16m×22m                               | 2002年4月25日～2007年3月31日                 | 品川プリンスホテルのアネックスタワー内にて営業。閉館後は、品川プリンスシネマのシアターZERO（2007年12月21日開館、6.7m×16.5m）として営業し、その後上記IMAXデジタルに再改装。 |
| メルシャン軽井沢IMAXシアター                                                | IMAX 3D 16.275m×21.3m                         | 2000年～2007年3月31日                        | 軽井沢プリンスホテルの敷地内で営業していた。 |
| 西海パールシーセンター                                                      | IMAX Dome 2D                                  | ～2008年9月                                  | |
| サントリーミュージアム                                                      | IMAX 3D 20.2m×27.6m                           | 1994年11月3日～2010年12月26日                | |
| ユニバーサル・スタジオ・ジャパン バック・トゥ・ザ・フューチャー・ザ・ライド | IMAX DOME ドーム径24m（特殊形状）             | 2001年3月31日～2016年5月31日                 | |
| スペースワールドギャラクシーシアター                                        | IMAX 2D 21m×28m 座席数606                     | 1990年4月22日～2017年12月31日                | 常設として日本では最大のスクリーンサイズであり、またIMAX70mmフィルム上映可能な唯一の施設だった。                                                                           |
| 白神山地ビジターセンター                                                    | IMAX 2D 15m×20m                               |                                              | |
| 所沢航空発祥記念館                                                          | IMAX 2D 15m×20m                               |                                              | |
| さいたま市宇宙劇場                                                          | IMAX DOME ドーム径23m 座席数300 傾斜角28.75度 |                                              | |
| 穂高アイマックスシアター                                                    | IMAX 2D 20m×28m                               |                                              | |
| 名古屋港水族館                                                              | IMAX 2D 17m×22m                               | 1992年-                                      | |
| 大阪市立科学館                                                              | IMAX DOME ドーム径26.5m 座席数318 傾斜角20度  | 1989年-                                      | |
| 浜岡原子力館                                                                | IMAX DOME ドーム径18m 座席数160 傾斜角28.75度 | 1988年-                                      | |

## 作品

### エンターテイメント

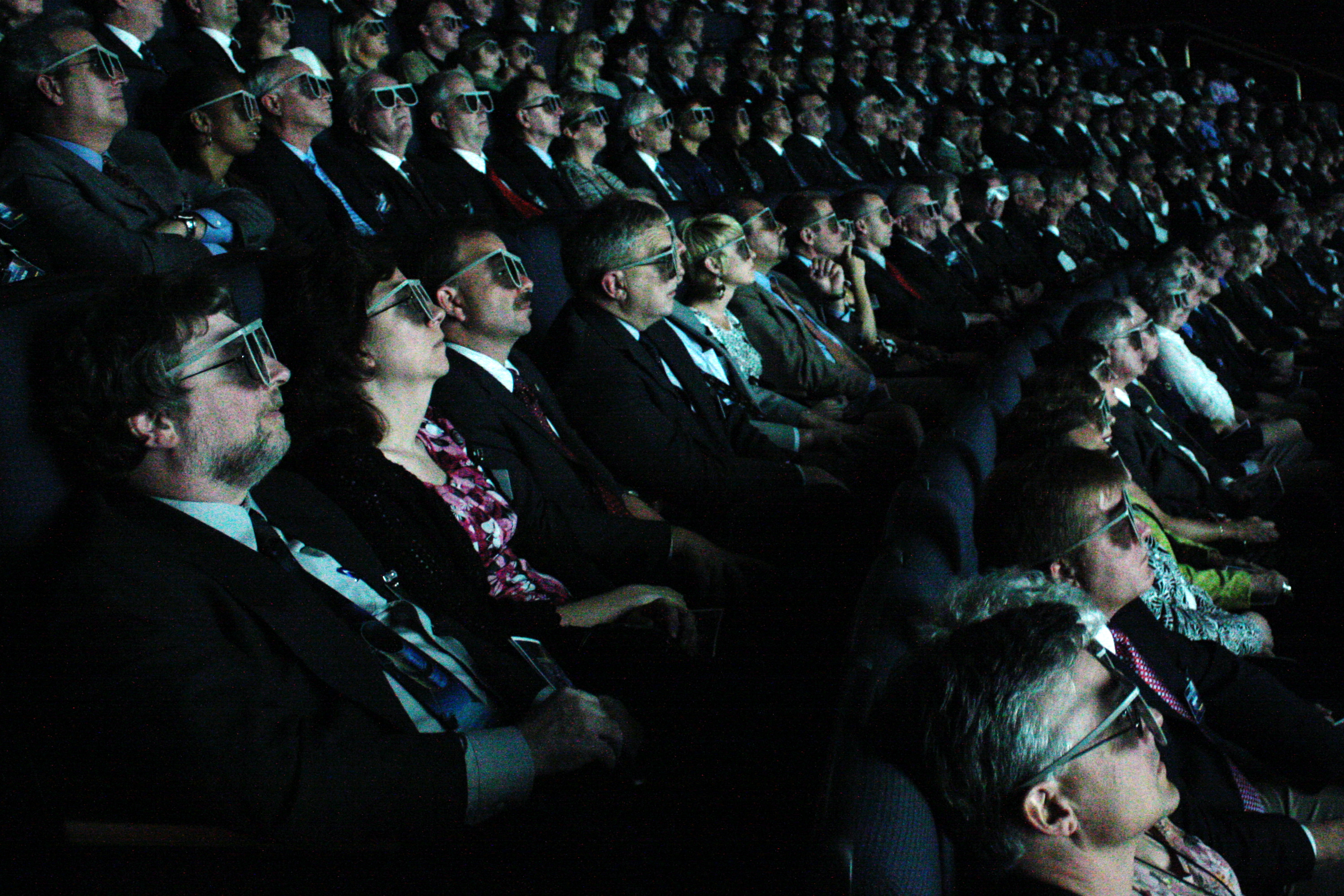
観客は3Dメガネを使って映画を見る。

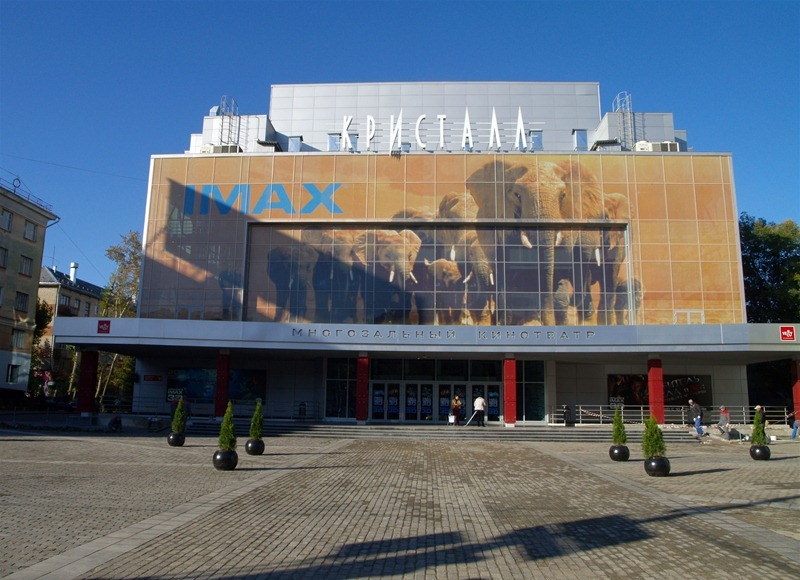
ロシアのペルミにある映画館がIMAXを備えていると宣伝している。

アメリカでは、IMAXは主に専門的な用途に使われてきた。 
IMAX映画の製作と上映には費用と物流上の困難が伴うため、上映時間は従来の映画より約40分短くなっている。 
そのほとんどは、博物館や科学センターなどの施設に適したドキュメンタリーである。IMAXカメラは、地球上の軌道を周回したり、エベレストに登ったり、大西洋の海底を探検したり、南極を訪れたりする際に使用されてきた。
火星探査ローバーに関する映画『火星探査ローバー』（2006年）には、探査ローバーからの専用カメラが使用された。
IMAX でエンターテインメントの中心的作品を上映する初期の試みは、『The Rolling Stones Live at the Max』（1991年）で、ロックバンドが1990年に行った『Steel Wheels』ツアー中にIMAXで撮影されたコンサート映像を85分にまとめ、1回のコンサートのように編集したものである。
1990年代には、1998年の『T-Rex: Back to the Cretaceous』や2001年の『Haunted Castle』（いずれも3D）など、よりエンターテインメント性の高い短編映画が制作された。
1995年には、フランスの監督ジャン＝ジャック・アノーが、IMAX用に撮影された初の映画『愛と勇気の翼』を監督した。
1998年と1999年には、『More』と『老人と海』がIMAX向けに製作された初の短編映画となり、両作品ともアカデミー賞にノミネートされ、『老人と海』はIMAX作品として唯一オスカーを受賞した。
2000年、ディズニーは『ファンタジア2000』を製作し、IMAX上映のみで公開された初の長編アニメーション映画となった。

### ハリウッドのプロダクションで採用
1990年代末以前には、劇場用長編映画はIMAXシアターで上映することは不可能であると考えられていた。 
当初、IMAXとピクサーは『トイ・ストーリー』をIMAX 3Dで公開することを検討していたが、テストの結果、レンダリング解像度がIMAXのサイズに合わないことが判明した。2000年代初頭のドリームワークスは、『シュレック』をIMAX 3Dで再公開しようとしたが、これもスタジオ内の製作陣の交代により中止となった。このような再公開の試みは失敗に終わったが、IMAXは劇場でのCGアニメーションの上映を試行錯誤し、その能力を向上させるきっかけとなった。
その結果生まれたのが、新作のアニメーションと、CGのテスト映像や ミュージック・ビデオをオムニバス映画として上映した『サイバーワールド』である。『サイバーワールド』では、『アンツ』のバー・シーンや『ザ・シンプソンズ』の "ホーマー3 "の一部を拡大した3Dバージョンも上映されたが、これらは偶然にもパシフィック・データ・イメージズで制作されたものであった。
ウォルト・ディズニー・ピクチャーズは、IMAXで劇場映画を公開する最初のスタジオとなった。2000年の新年に公開された『ファンタジア2000』は、スタジオ初のIMAX版であり、IMAXシアターで上映された初の劇場用長編映画である。当初は通常の劇場公開として計画されていたが、IMAXのサウンドシステムは、1940年にウォルト・ディズニーが前作のために構想していたファンタサウンド・システムと同様に、オーケストラ・サウンドトラックのためのマルチチャンネルおよびマルチレイヤー・ステレオシステムを取り入れた。ディズニーは、この映画の独占上映を得るために、条件を承諾した。その条件とは、4ヶ月間（1月1日から4月30日まで）の限定上映と、興行収入の50％というものだった。すべてのIMAXシアターがディズニーの上映条件を受け入れる用意があったわけではなかったが、IMAXの公開に続き、6月には通常の映画館でも35mm版が上映された。
『ファンタジア2000』の興行収入は伸び悩んだが、IMAXの上映が批評家から高く評価されたことで、ディズニーはラージ・フォーマットスクリーンでの公開をさらに増やすことにした。2002年には、『美女と野獣』と『ライオン・キング』のIMAX版が、その年の冬とクリスマスシーズンに一部の劇場で公開された。オリジナルのCAPS制作ファイルから新しいデジタルマスターが作成され、高解像度のIMAXフィルムネガを利用するために、アニメーションの一部のシーンが鮮明となった。『トレジャー・プラネット』は一部のIMAXシアターでも公開され、通常の劇場とIMAXシアターで同時に公開された初の劇場映画となった。しかし、これらの公開はすべて興行成績が振るわず、ディズニーは『アラジン』を含む後の大スクリーンでの再公開を中止した。
DMR処理の導入により、ワーナー・ブラザース・ ピクチャーズは特に、2003年のマトリックス続編2作『マトリックス リローデッド』と『マトリックス レボリューションズ』からこのフォーマットを採用した。2004年の『ハリー・ポッターとアズカバンの囚人』以来、ワーナー・ブラザースは映画『ハリー・ポッター』シリーズをIMAXで公開し、興行的に大成功を収めた。また2004年には、ロバート・ゼメキスのモーションキャプチャー映画『ポーラー・エクスプレス』をIMAX 3Dで公開した。『ポーラー・エクスプレス』は、IMAXシアターで公開された映画の中で最も大ヒットを記録し、3億200万ドルの興行収入の少なくとも4分の1を、100スクリーン未満のIMAXシアターから生み出した。ワーナー・ブラザースとIMAXの関係は、その後も『アイ・アム・レジェンド』、『ハッピー フィート』、『バットマン ビギンズ』、『ダークナイト』と続いた。 徐々に他のスタジオもDMR処理を通じてIMAXでの映画公開に興味を持つようになり、成功を収めた。2009年5月、J・J・エイブラムス監督の『スター・トレック』は、劇場公開の最初の2週間、IMAXシアターで公開され、830万ドルのオープニング興収を記録した。その後、『アベンジャーズ』と『ハリー・ポッターと死の秘宝 PART2』のIMAX公開週末興行収入は1,500万ドルに達した。
IMAXカメラで撮影されたわけではないが、『007 スカイフォール』と『アメイジング・スパイダーマン』は公開当時、IMAXデジタルシアター用に最適化されていた。両作品とも高画質カメラで撮影され、デジタルでの撮影比率はIMAXデジタルのフレームと同等だった。『007 スカイフォール』は全編のアスペクト比を拡大し、『アメイジング・スパイダーマン』はクライマックスのリザードとのバトルを最大限に活用した。ジェームズ・キャメロンの『タイタニック』がリマスターされ、劇場で再公開された際には、IMAX用に特別にアスペクト比が拡大された。IMAXのDMRの公開が何年も継続し、2010年、ワーナー・ブラザースは、製作中のドキュメンタリーの映画も含め、2013年まで最大20本の長編映画をIMAXで公開する契約を結んだ。
2015年5月、マーベル・スタジオは、次の2本のアベンジャーズ映画、『アベンジャーズ/インフィニティ・ウォー』（2018年）と『アベンジャーズ/エンドゲーム』（2019年）を、デジタルカメラである Arri Alexa 65の改造したものを使用し、ハリウッドの長編映画としては初めての全編IMAXで撮影すると発表した。このカメラは、別のマーベル作品である2016年の『シビル・ウォー キャプテン・アメリカ』で、一部のシーンを撮影するために初めて採用された。

### IMAX DMR
IMAX独自のDMR（デジタル・メディア・リマスターリング）は、従来のフィルムをIMAX用にアップコンバートする。この独自のデジタルリマスター技術により、IMAXシアターでは従来の35mmフィルムで撮影された作品を上映することができるようになった。2002年、『スター・ウォーズ エピソード2/クローンの攻撃』と1995年の『アポロ13』のIMAX版での再上映が、DMR処理を施した最初の本格的な採用例となった。当時は映写の制限があったため、スタジオは『アポロ13』と『クローンの攻撃』の上映時間を短く編集せざるを得なかった。IMAXがシステムを更新し、上映用機材のサイズを拡大したことで、後に公開されたDMR作品にはこの制限がなくなり、現在の上映用機材では最大175分の上映が可能となった。批評家たちは、DMRのブローアップ処理の結果を一般的に賞賛しており、35mmで上映された同じ作品よりも映像面でも音質面でも優れている。しかし、プロデューサーのフランク・マーシャルのような一部の映画製作者は、DMRのブローアップは70ミリ15インチのIMAX規格で製作された映画とは比較にならないと指摘し、ロン・ハワード監督やジョージ・ルーカス監督はもっと良いものを期待していたという。シネラマが衰退したのは、よりシンプルで安価な、技術的に劣るバージョンに取って代わられたのとほぼ同時期であったと彼らは指摘し、DMRを警戒している。IMAXは当初、「IMAXで体感せよ」というキャッチコピーで70mm作品に限定していたが、現在ではDMR作品にもこのキャッチコピーの使用を認めている。
2003年の『ライオン・キング』以降、ハリウッドのスタジオは2012年までIMAX DMR処理による名作映画の再公開やデジタルリマスターに取り組まなかったが、新作のDMR処理は継続的に行われ、その数は増え続けた。 ジェームズ・キャメロンの『タイタニック』は、『メン・イン・ブラック3』と同様、2012年に3D変換とDMRによる3D化の両方が行われた。 2012年8月、IMAXとパラマウント・ピクチャーズは、ブルーレイBOXの発売を記念し、2012年9月7日に『レイダース/失われたアーク《聖櫃》』を1週間限定で再上映すると発表した。 この映画は、DMR処理を行う前に、すでにオリジナルネガから7.1chサラウンド音声付きの4Kでデジタル修復されていた。 IMAXシアター向けの作業は、修復作業と同様、スティーヴン・スピルバーグとサウンド・デザイナーのベン・バートが監修した。 「1981年のプリントがIMAXへの完全な移し替えに耐えられるかどうかわからなかったので、何年も前に作った映画の、粒子の粗さや濁り、拡大されすぎた表現を期待していた」とスピルバーグは 「何年も前に作った映画よりも良く見えたという事実に圧倒されたよ」と語った。

## テクニカルスペック
IMAX (15/70)
- 球体レンズ
- 70mmフィルム、15パーフォレーション/フレーム
- 回転式水平レンズ（乳剤側から見て右から左へ）
- 1秒間に24コマ
- カメラ口径: 70.41mm×52.63mm（2.772インチ×2.072インチ）
- 映写絞り: 縦軸はカメラ開口数より2mm以上小さく、横軸はカメラ開口数より0.41mm以上小さい。
- アスペクト比：1.43:1
- DMRアスペクト比：1.90:1、2.39:1

IMAXドーム/オムニマックス
IMAXと同じ:
- 魚眼レンズ
- フィルムの水平中心線から9.4mm（0.37インチ）上にレンズを設置。
- ドームスクリーンに楕円状に投影され、完全に中央に配置された観客の下20°、上110°に投影される。